# 新潟県道299号栃尾又上折立線

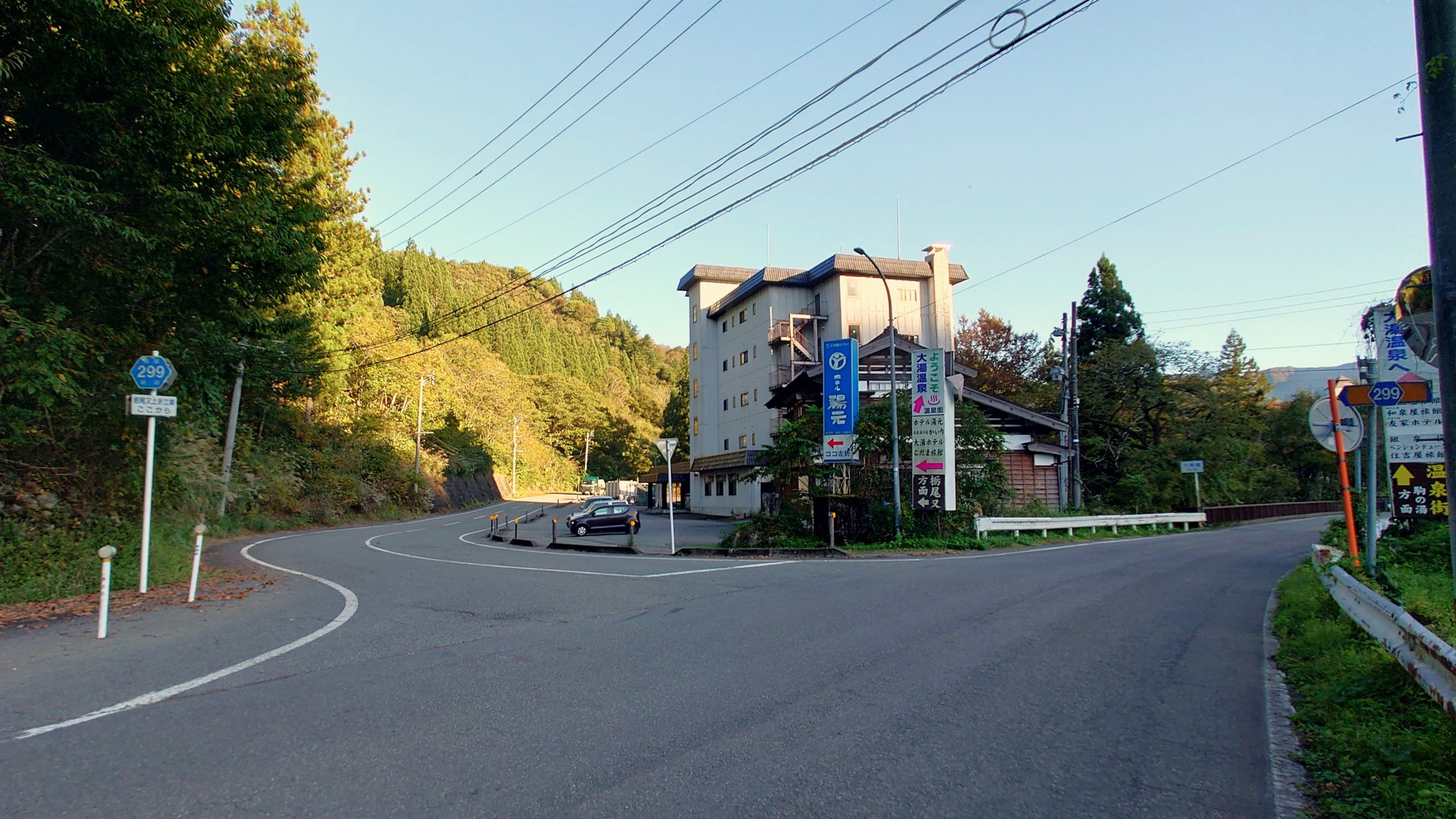
終点付近

新潟県道299号栃尾又上折立線（にいがたけんどう299ごう とちおまたかみおりたてせん）は、新潟県魚沼市内を通る一般県道である。

## 概要
栃尾又温泉と大湯温泉を経由し、佐梨川右岸を通り終点付近にて国道352号と合流する路線である。起点より途中見返り橋までは片側0.8車線程度の狭隘道路であり、見返り橋より終点まではセンターラインのある片側1車線区間である。途中、大湯温泉スキー場を経由する。
なお起点より魚沼市道上折立35号線が接続し、湯の沢内を連絡している。

### 路線データ
- 起点：新潟県魚沼市上折立字栃尾又
- 終点：新潟県魚沼市上折立字ヘツリ（国道352号交点）

## 地理

### 通過する自治体
- 新潟県
魚沼市

### 交差する道路
- 魚沼市道（起点：魚沼市上折立字栃尾又、「栃尾又温泉センター」西方）
- 国道352号（樹海ライン）（終点：魚沼市上折立字ヘツリ、「大湯公園」北方）

### 沿線
- 奥只見レクリェーション都市公園（大湯地域）大湯公園
- 湯之谷温泉郷
  - 栃尾又温泉
  - 大湯温泉
- 大湯温泉スキー場
- 越後駒ヶ岳
- 新潟県道50号小出奥只見線 奥只見シルバーライン
- 新潟県道576号津久ノ又ヘツリ線